# レディ・ギネヴィア
『レディ・ギネヴィア』は、名香智子による日本の漫画作品。表題作、およびそれを中心とする連作の総称。主として、新書館『グレープフルーツ』に掲載された。
作者の過去作品、『ふんわり狩人』の続篇（スピンオフ）。ギネヴィアとリアンダの出会い、主な登場人物たちのその後を描く。主として、ギネヴィアやリアンダをめぐる恋愛模様が描かれた。新キャラクターとして、リアンダの元恋人・ユーリエやギネヴィアとの間に生まれたリアンダの長男・オリバーが重要な役割を果たす。

## 登場人物

### 主要人物
ギネヴィア・キング（ピラルツ）
碧眼でストレートの黒髪を持つ魅惑的な美人、馬術の天才少女で、馬が大好きな変わり者。やや小柄でスレンダーな体型をしている。この連作の主人公で、公爵家の令嬢。名前はアーサー王の王妃に由来し、兄のアーサーと対になっている。親密なものや身近なもの以外の顔は、（自分の顔も含めて）「へのへのもへじ」に見えると、兄には語っていた。ゆえに化粧の仕方もわからず、夜会など正装して化粧が必須の時は、夫のリアンダにメイクしてもらうことがある。同じ理由で服のコーディネートやおしゃれも苦手であり、服もリアンダが見立てている。貴族として育ったため、料理等の家事全般も不得手。
『ふんわり狩人』で、リアンダから告白されるが、男性に興味がないため、その思いは伝わらなかった。その後、馬のことでリアンダと口論になり、強姦されてしまう。しかし、他の相手と結婚する前に手放した馬を、リアンダがすべて買い戻したことがきっかけで、結婚式をキャンセルし、リアンダへの好意を自覚して、彼の妻となる。
その後、社交界の花としてもてはやされるが、夫であるリアンダ以外の男性には興味がない。しかし、リアンダが結婚後もユーリエに未練を持っていることに気づき、自分にはない女性的な魅力にたけたユーリエに嫉妬するという複雑な感情を抱く。一度だけ、馬顔の男性に興味を示したことがある。「夫婦」という概念をよく分かっていない。
出産後に、オリンピックの総合馬術大会に出場した。子供は乳母ではなく、夫婦で育てるものだという信念を持っている。そのため、オリバーに対する夫の態度に悩んでいる。
リアンダ・ピラルツ
ギネヴィアの夫で、スウェーデン人の血を引くアメリカ人。この連作の副主人公。物語は主に彼の視点から描かれている。長身で緩い癖のある金髪に青い目の典型的なハンサム。普段は仕事で海外を飛び回っており、ギネヴィアと屋敷で一緒に居ることは少ない。
ヨーロッパジュニア馬術大会で初めてギネヴィアと出会い、その後、上記のようないきさつで、晴れてギネヴィアと夫婦になる。女性に不自由したことのないプレイボーイだが、昔から本気で好きだったのはギネヴィアだけで、妻が他の男性の関心を得るたびにやきもきしている。ギネヴィアの気を引くため、競売で馬を競り落として、贈っている。前述のような経緯で結婚したため、ギネヴィアが自分に真の愛情を抱いておらず、馬のことで喜んで衝動的に結婚してしまったかも知れない、という疑念を内心では持っている。ギネヴィアが妊娠した際には、妻の身体を気遣うあまり、想像つわりをしていた。御人好しの側面もあり、決して悪人ではない。
一方で、ユーリエが親友のアーサーと結婚する意志を見せたことに動揺し、自分の元に戻るようにと未練を顕わにし、その結婚式では泣いてしまうという醜態をさらしてしまう。
子供の扱いには慣れておらず（自身が実の両親ではなく祖父母に育てられた過去もあったため）、赤ん坊のころから最初の子供であるオリバーに対して、ギネヴィアの愛情を独占されたという敵対感情を持っていた。次男以降の子供に対しては溺愛し、寄宿舎から帰宅して久しぶりに再会したオリバーに対しても、ギネヴィアそっくりの容姿に成長したことがきっかけで、それまでとは打って変わって異様なほどの愛情を覚え、さらに、オリバー本人から、母親と愛し合うリアンダに恋のライバルとして嫉妬していたことを聞かされ、自ら歩み寄り理解を示し、めでたく父子の和解となった。
アーサー・キング
ギネヴィアの兄でリアンダの親友。父親や妹と似た黒髪でロングの巻毛。公爵家の跡取り。真面目な性格で、少々心配性で思い込みの激しいところがある。ギネヴィアによると亡き母親に似て虚弱体質でもある。ユーリエにプロポーズして、結婚する。意に沿わぬ結婚を周囲からすすめられていたが、それをするなら一生結婚せずにリアンダとギネヴィアの子供を養子にすると発言していた。
リアンダと別れたユーリエを気遣い、観劇や食事や映画に誘うなどした。しかし、本人は女性と付き合ったことがなく関係をはっきりさせたいユーリエの積極的なアプローチにたじろぎ、ユーリエがオットーと交際するようになってからしばらく疎遠になっていた。
ユーリエ・ムオト
独身時代のリアンダの恋人で同棲相手。ドイツ人。化学者。波打つ金髪でスタイル抜群の美女。リアンダ、アーサーより2歳年上。馬術がリアンダと似ていたことから、彼に関心を持たれ、その後、関係を持つ。聡明で家事・生活能力に長けている。リアンダとは気の合う間柄だったが、彼が内心ではギネヴィアを愛していることを見抜いていた。リアンダのことを、ボンボン・キャンディのようだとギネヴィアにたとえて評していた。
リアンダと別れた後、自分に優しいアーサーを好ましく思いながら、それがリアンダと別れた自分を慰めるための友情に過ぎないと感じて失望し、彼の身分と家柄のことをも思い、次の恋人となるオットーから求愛を受け入れて同棲していた。だが、オットーから暴力を振るわれるようになり関係破綻し、再会したアーサーの誠実な人柄とその真剣な思いに心を打たれ、求婚を受け入れる。キング公爵の提案で、ロンドンの研究所に移籍し、公爵から資金提供を受けることになった。
気持ちを切り替え、けじめがつけられる女性で、結婚後は義弟となった後も自分に未練を残すリアンダをはっきりと拒絶し、彼が落ち込む程夫との熱愛振りを見せつけて諦めさせた。ギネヴィアとは義理の姉妹であり、懇意な友人でもある。
オリバー・ピラルツ
リアンダとギネヴィアとの間に生まれた最初の息子。赤ん坊のころは金髪碧眼だったが、成長につれて黒髪になり、３人兄妹の中で容姿が最も母親に似た美少年となる。リアンダからは邪険に扱われ、自然と伯父夫婦であるアーサーとユーリエのところに入りびたるようになっていた。リアンダが不在の時には帰省し、他の家族とは交流していた。
母親への恋心、父親に対する悪感情を育ててきたが、後にそれは「エディプス・コンプレックス」だと気づかされ、久しく実家に帰省した際に長年憎み交流を絶ってきた父リアンダから母親への思慕と苦悩に理解を示されて和解する。イートン校の寄宿舎で、弟の友人の兄で、同級生のサンディーに押し倒されて、ファースト・キスを奪われ、彼に惹かれるようになる。
『グレープフルーツ』第35号（1987年発売）の表紙を飾った。
マーサ
ギネヴィアとリアンダの家の使用人。かなり辛口。

### ゲストキャラクター
マリアンヌ
リアンダのガールフレンドの一人。リアンダにペアの指輪をはめさせたが、彼が本気でないことに気づき、指輪を投げ捨てる。その指輪がたまたまギネヴィアに当たった。
シャー・ザマン
イギリス留学中で、オックスフォード大学を来年卒業する、というアラブの某国の国王。花嫁捜しをしており、社交辞令として自分に向けられたギネヴィアの微笑みを勘違いして、一目惚れする。リアンダがギネヴィアの歓心を得ようとして購入している馬を、財力に任せて片っ端から購入し、ギネヴィアにプレゼントする。しかし、ハッピーという馬を購入して、手痛い目に遭う。
ハイジ
前作『ふんわり狩人』の主人公で、ギネヴィアの元ルームメート。リアンダに失恋してから、リアンダの弟のロビンと結婚し、現在はギネヴィアと義理の姉妹関係にある。ピーターという息子を儲けている。
ロビン
前作『ふんわり狩人』の主要人物で、リアンダの母親違いの弟。前作でギネヴィアから告白され、ダンスを踊る約束をしていた。現在はハイジと夫婦になっている。ユーリエに好印象を抱いている。
オットー
ユーリエが同棲していた恋人で、プロサッカー選手。子供を作るのを、ユーリエが拒否したため、暴力を振るっていた。ユーリエが再会したアーサーを選び、破局した。
キング公爵
アーサーとギネヴィアの父親。黒髪で鼻下と顎に豊かな髭を貯え、モノクルを掛けている。公爵家の嫁に広い視野と見識を求めず、貞淑で多産系で健康で、処女でありさえすれば良い、と公言していた。そのため、アーサーとユーリエの結婚に反対していたが、アーサーがユーリエと駆け落ちして、公爵家を出る覚悟を見せたため、やむなく認める。研究のため、公爵夫人としての責務を果たせないというユーリエのため、ユーリエの研究所のパトロンとなった。結婚は反対したが、ユーリエのような女性が好みらしい。
ジョン・クック
ニュージーランドの農夫の息子で、牧場で勤務している。オーナーの理解を得て、馬術大会に出場しているが、その馬は牧場主の所有物であり、大会のたびに持ち馬を売らなければならないことを残念に思っている。オリンピックで金メダルを獲得している。
ギネヴィアの願いでリアンダから彼女の馬術のコーチを依頼され、一度は断るが、リアンダが自分に嫉妬していることに気づき、受け入れる。
フィオナ・フォスター
リアンダの浮気相手。まだ若く、長い金髪で長身のグラマラスな美人。ユーリエに容姿や面影が似ており、彼女自身も退屈な日常に刺激を求めていた。男性への独占欲が強く、プライドが高い。結婚相手は、富豪か名家の長男を求めている。
オスカー・チェスナット
フィオナの男友達。新聞記者。かつて、幼少のギネヴィアに会ったことがあり、馬のことで叱られたことがある。ギネヴィアに憧れている。
ロバート卿、トーマス
フィオナの男友達。
ネヴィル・ピラルツ
リアンダとギネヴィアの次男。兄のオリバーと違い、リアンダから溺愛されている。父親と同じ金髪だが、顔は母親似で伯父のアーサーを彷彿させる巻毛が特徴。リアンダと同様に賑やかな場と女の子が好きで、休日に大勢の女友達を家に招く。複数人の女友達に結婚の約束を取り付けていたお調子者で、それに異を唱えた従姉のセーラと喧嘩になる。その時に家族から教わるまで複数人の相手と結婚できないことを知らず、大勢の女の子より母親を選ぶ等まだまだ幼い。性格が対照的なセーラを苦手がっていると同時に気になっている。
トゥリナ・ピラルツ
リアンダとギネヴィアの娘。オリバー、ネヴィルの妹で兄妹の末っ子。リアンダと同様の緩い癖がある金髪で顔立ちも父親似。次兄ネヴィルと同じく、リアンダから溺愛されている。乗馬が好きで、母親のようにオリンピックに出ることが夢。
ミス・クロズビー
トゥリナの家庭教師。
セーラ・キング
アーサーとユーリエの娘で、オリバー、ネヴィル、トゥリナの従姉妹。母親の頭脳明晰さを受け継いでいるが、父親に似て真面目で取っ付きにくくもあり、１歳下で性格が正反対のネヴィルとは相性が悪い。ストレートの金髪で、そばかすがある顔に眼鏡を掛けた知的な少女。ネヴィルが複数人の女友達と婚約しているのを知ると異論・正論をぶつけて女の子を1人泣かせて帰らせ、怒らせたネヴィルと喧嘩になった時も負けじと言い返す等、澄ましている印象とは裏腹に勝気で気が強く、同年代の子を相手にムキになる年相応な一面を持つ。オリバーのことが好きらしい。
アレキサンダー / サンディ
オリバーのイートン校での同級生の金髪・巻毛の少年。番外篇「オリバー」に登場。アフリカ育ちで、イギリスの男爵家とオーストリアの伯爵家の後継者で、スポーツ万能。気が強く、自信家で無邪気。校内で喫煙する等やや不良な一面を持つ。オリバーをおとすのが上級生の間で賭けになっていることを知り、オリバーと二人きりになった途端にすぐさま、彼のファーストキスを奪う。
（アフリカ某国の）プリンス
オリバー、サンディの共通の友人。
ニッキィ
サンディの弟で、ネヴィルの同級生。

## 作品
1. レディ・ギネヴィア（『プチコミック』1980年9月号）
2. ユーリエ・ムオト（『グレープフルーツ』第6号、1982年10月）
3. リアンダ（『グレープフルーツ』第14号、1984年2月）
4. 女友達（『グレープフルーツ』第16号、1984年6月）
5. サー・アーサー（『グレープフルーツ』第18号、1984年10月）
6. 冬の花嫁（『グレープフルーツ』第22号、1985年6月）
7. ギネヴィアの恋（『グレープフルーツ』第24号-第25号、1985年10月-12月）
8. 火遊び（『グレープフルーツ』第28号-第29号、1986年6月-8月）
9. 春の嵐（『グレープフルーツ』第32号、1987年2月）
10. オリバー（番外篇）（『ヒロイン＆ヒーロー』、1988年8月）

## 書誌情報
ペーパームーンコミックス（新書館）全2巻（A4判ハードカバー）
- レディ・ギネヴィア 1985年2月1日 ISBN 978-4403610691
- レディ・ギネヴィア2 1987年6月1日 ISBN 978-4403611278

小学館文庫（小学館）全1巻　
- レディ・ギネヴィア 2000年11月16日 ISBN 978-4091913098

## 関連事項
- 上流社会
- 貴族
- 貴賤結婚
- 馬術